# 무나카타 진
무나카타 진(胸肩 腎, ? ~ )은 일본의 성우로, 주로 성인 게임에 목소리를 내고 있다.